# Youth for Climate
Youth for Climate (YFC) est un mouvement écologiste et anticapitaliste implanté dans plusieurs pays, s'inscrivant dans l'initiative Fridays for Future initiée par la militante écologiste Greta Thunberg dans le cadre de la lutte contre le réchauffement climatique. 
Le mouvement, lancé par deux étudiantes belges, est à l'origine de plusieurs grèves scolaires pour le climat en Belgique entre janvier et mai 2019.

## En Belgique

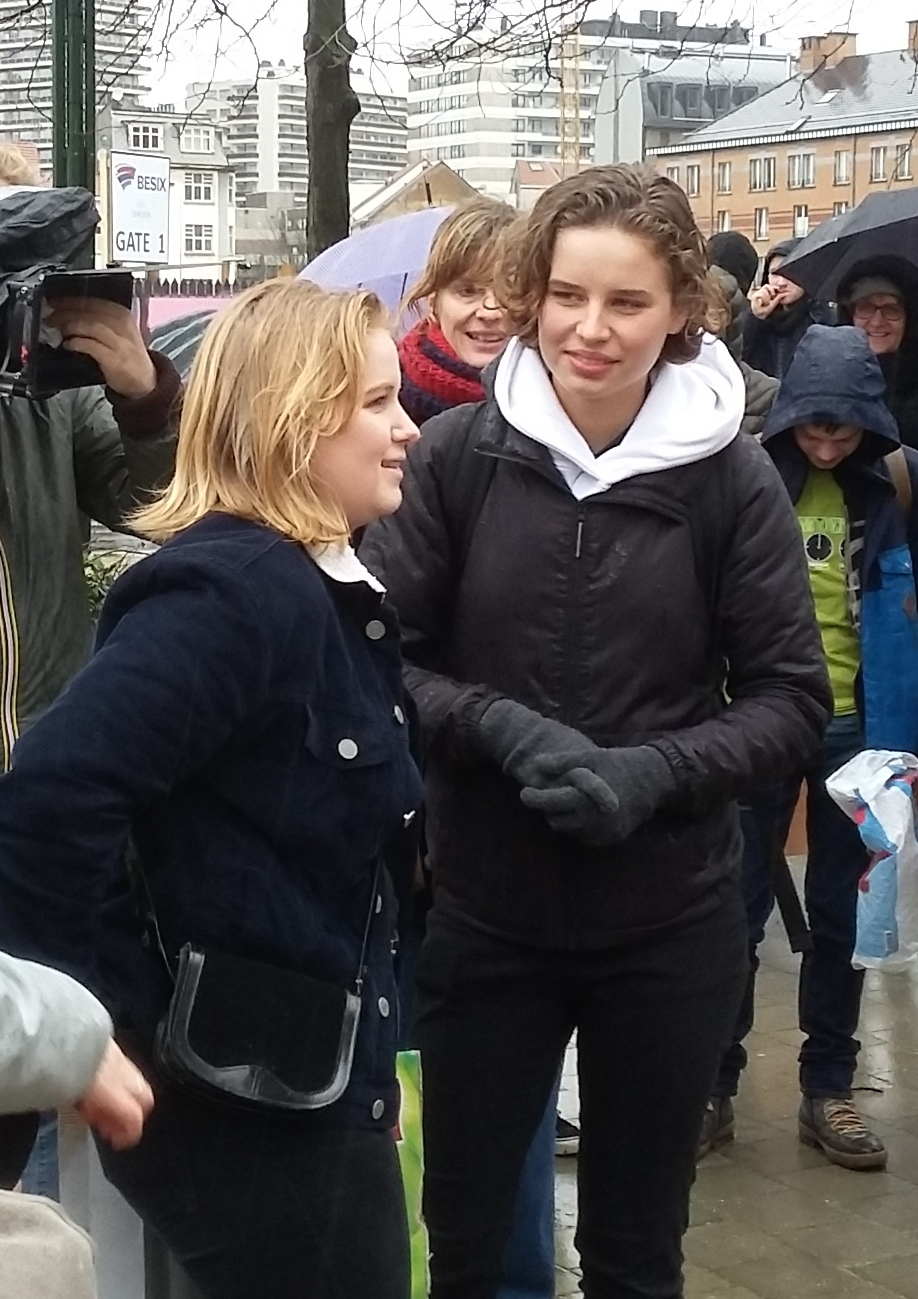
Kyra Gantois et Anuna De Wever, à la marche pour le climat du 27 janvier 2019.

Le mouvement naît Belgique en janvier 2019, répondant à l'appel de Greta Thunberg, une lycéenne suédoise alors âgée de 16 ans, à l'origine de la première grève de l'école pour le climat.
Le 29 décembre 2018, deux étudiantes belges, Anuna De Wever et Kyra Gantois, invitent les étudiants de leur pays à faire grève chaque jeudi. Adélaïde Charlier assure la diffusion du mouvement dans la partie francophone de la Belgique. 
Une première manifestation rassemble 3 000 personnes à Bruxelles. Le 24 janvier 2019, 35 000 personnes manifestent devant le parlement européen. De nombreuses villes sont ensuite le théâtre de ces marches, avant que le mouvement ne s'essouffle. La dernière journée de protestation est organisée le 24 mai 2019 et réunit 7 500 personnes dans la capitale du pays.

## En France
Youth for Climate apparaît en France en février 2019 mais acquiert une véritable consistance à l'automne 2019 avec l'adoption de la Charte de Grenoble, qui définit les revendications et les valeurs du mouvement dans ce pays.  
Il se définit comme étant « un mouvement de jeunes qui se mobilisent pour la justice climatique et sociale, la protection de l’environnement et de la biodiversité. »
Après avoir débuté en organisant des marches hebdomadaires, le mouvement se radicalise et, fin 2019, prône des actions directes de lutte anticapitaliste. 

### Lancement du mouvement et actions en Île-de-France
Le mouvement débute en Île-de-France le 8 février 2019, lors d'une première assemblée générale à la Faculté des Sciences de Sorbonne Université. Le principe d'actions hebdomadaires est décidé. Chaque vendredi matin doivent avoir lieu des assemblées locales et des actions symboliques, et des marches ou rassemblements doivent être organisés l'après-midi. Le même jour, il est prévu de publier des revendications sous forme de « Leçons » adressées au gouvernement.
Le 14 février 2019 a lieu le premier jour de grève scolaire devant le Ministère de la Transition écologique pour dénoncer l'inaction du gouvernement. Le 21 février, un blocage de la Caisse des dépôts et consignations est organisé pour demander une politique de décroissance énergétique. L'après-midi la marche rassemble plusieurs milliers de personnes accompagnés de Greta Thunberg, Anuna de Wever, Kyra Gantois et Adélaïde Charlier. En fin de journée, Emmanuel Macron reçoit, à sa demande, Greta Thunberg accompagnée de quelques militants. Le 28 février, c'est le salon de l'agriculture qui est la cible des manifestants. Le vendredi suivant l'accent est mis sur l'éco-féminisme. Enfin, le 15 mars s'inscrit dans la première « Grève mondiale pour le climat ». La marche réunit plus de 50 000 personnes à Paris et 168 000 dans toute la France selon ses organisateurs.
Un forum des luttes est organisé au parc de Bercy[réf. nécessaire].

### Assises nationales
Les premières assises nationales du mouvement sont organisées à Nancy, les 13 et 14 avril 2019 et aboutissent à la clarification du fonctionnement horizontal de Youth For Climate France sous forme de groupes de travail sans hiérarchie entre-eux. 
Les deuxièmes assises du mouvement se déroulent à Bordeaux au mois de juillet 2019. A l'occasion, un fast-food du centre-ville est bloqué plusieurs heures. Des actions telles que des « light off » (extinction d’enseignes lumineuses) et des « clean walks » (marches de ramassage de déchets sur l’espace public - appelées aussi par certains 'karma' qui signifie "Kilomètre A Ramasser les M... des Autres") sont également organisées.
Le mouvement s'est réuni une troisième fois à Grenoble du 26 octobre au 2 novembre 2019 pour établir une stratégie claire, face à un essoufflement visible, et pour s'interroger sur l'opportunité d'opérations de désobéissance civile pour le relancer,.
En juillet 2022, les assises nationales sont organisées en région Lyonnaise, à Limonest.

### Évolution anticapitaliste

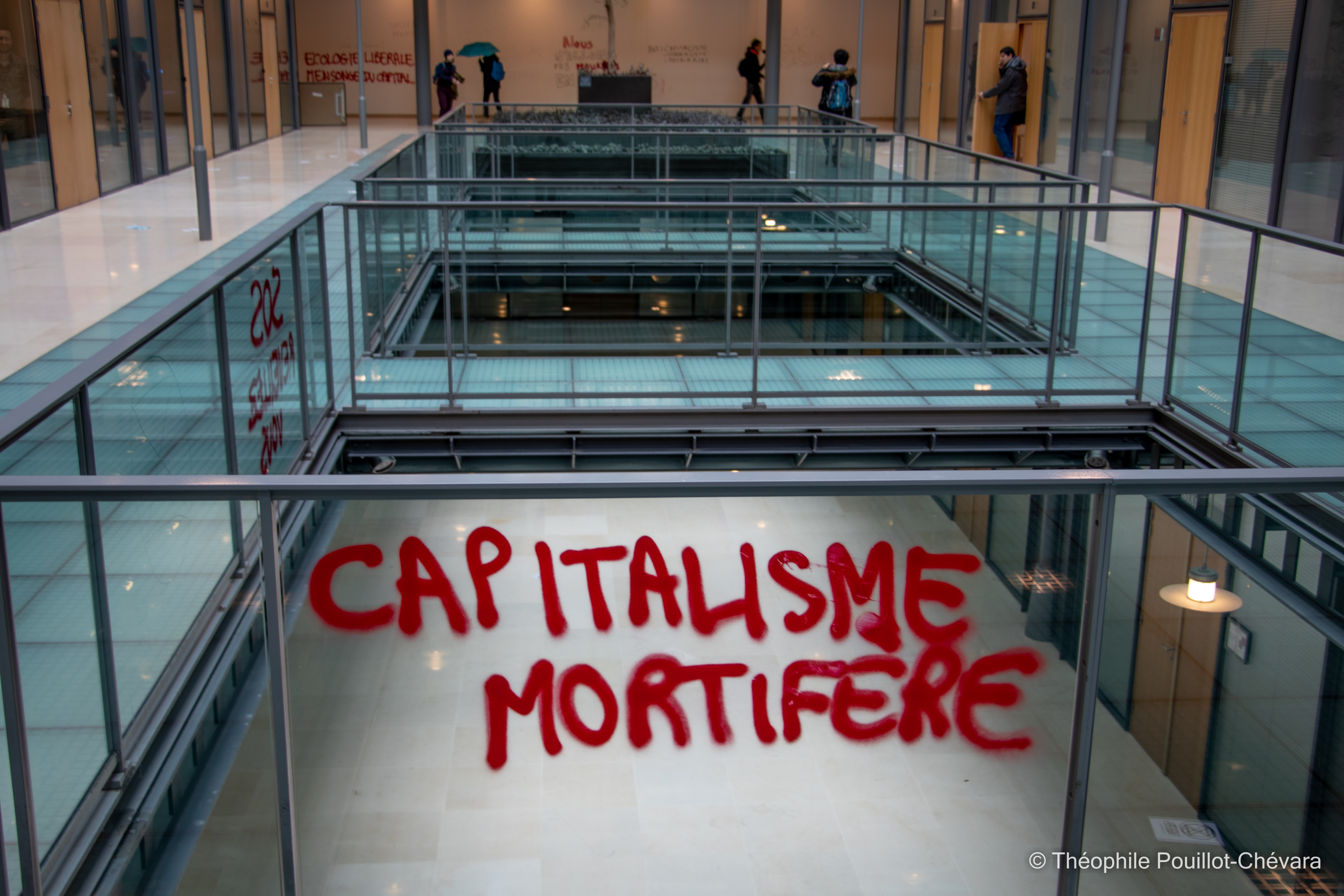
Exemple de tag écrit sur les murs du hall des locaux de BlackRock France, le 10 février 2020.

C'est lors des assises nationales en 2019 que le mouvement s'affirme anticapitaliste et en faveur de la décroissance,.
Selon France Info qui interviewe au mois de septembre 2020 plusieurs membres du mouvement, celui-ci a connu une scission « entre ceux qui étaient partisans d'une mobilisation de masse, ceux qui étaient partisans d'une désobéissance civile non violente et ceux qui étaient partisans d'actions directes, comprenant la dégradation de biens ». Selon un ancien membre, seuls les militants favorables à des actions « coup de poing » sont restés au sein de Youth for Climate, se déclarant ouvertement anticapitalistes. 
Le 29 novembre 2019, à l'occasion de la 4e grève mondiale pour le climat et du Black Friday, des groupes locaux participent, en région parisienne, à des blocages de centres commerciaux en collaboration avec d'autres mouvements écologistes,.
Le 10 février 2020 au matin, des membres du mouvement pénètrent dans le siège parisien de BlackRock afin de dénoncer ses investissements selon eux écocides, et le rôle qu'ils lui attribuent dans la réforme des retraites. Des responsables d'EELV, tout en condamnant la violence de cette action, disent en comprendre le sens, tandis que cette nouvelle forme d'action plus radicale est justifiée par des membres du mouvement,.
Dans le cadre d'une campagne lancée après la publication en mars 2020 du rapport Uyghurs for sale (« Ouighours à vendre ») et appelant au boycott des entreprises participant à l’exploitation et au génocide présumé du peuple ouïghour , des militants de Youth for Climate Paris apposent des étiquettes sur des produits textiles et numériques commercialisés par de grandes marques.
Le 26 septembre 2020 un « camp climat » est organisé autour de la place Sainte-Marthe à Paris en collaboration avec Extinction Rebellion et Désobéissance écolo Paris,. Les rues attenantes sont barricadées et le camp climat accueille des interventions de personnalités telles que Malcom Ferdinand et Thomas Piketty devant quelques centaines de personnes. Le lendemain, des membres de YFC occupent illégalement des immeubles du quartier pour s'opposer à la gentrification de la capitale qui détruit les artisans du quartier. Une interpellation violente de plusieurs membres par des policiers de la BAC a été observée avec cinq arrestations.
En novembre 2020, une centaine de trottinettes en libre-service sont dégradées (les QR codes ont été recouverts avec de la peinture ou un marqueur indélébile) par des militants de Youth for Climate. Ceux-ci considèrent les trottinettes en libre-service comme « une catastrophe écologique », « en raison de leur production très énergivore, de leur faible durée de vie, et de la nécessité de les transporter tous les soirs pour les recharger »[réf. nécessaire].
Dès 2021, Youth For Climate s'associe régulièrement à d'autres organisations écologistes lors d'actions anti-publicité de petite ampleur à travers la France (essentiellement dans les centres urbains). Celles-ci consistent généralement à retirer les publicités contenues dans les panneaux d'affichages, parfois en les remplaçant par des affiches critiquant l'omniprésence des contenus publicitaires et la surconsommation qu'elle entrainerait[réf. nécessaire].